# 荘内半島
荘内半島（しょうないはんとう）は、香川県三豊市北西部にある半島。半島の北側は備讃瀬戸、西側は燧灘が広がっている。また、三崎半島とも呼ばれる。

## 地理的成り立ち
半島の中ほどにある、船越と大浜を結ぶあたりはかつて海であり、先の部分は浦島と呼ばれていた。陸繋島が発達し、半島となった。船越の地名は島であったときの運河状態の際に船が通っていた名残りといわれる。

## 浦島伝説
詳細は浦島太郎#香川県三豊市詫間町の浦島伝説を参照。

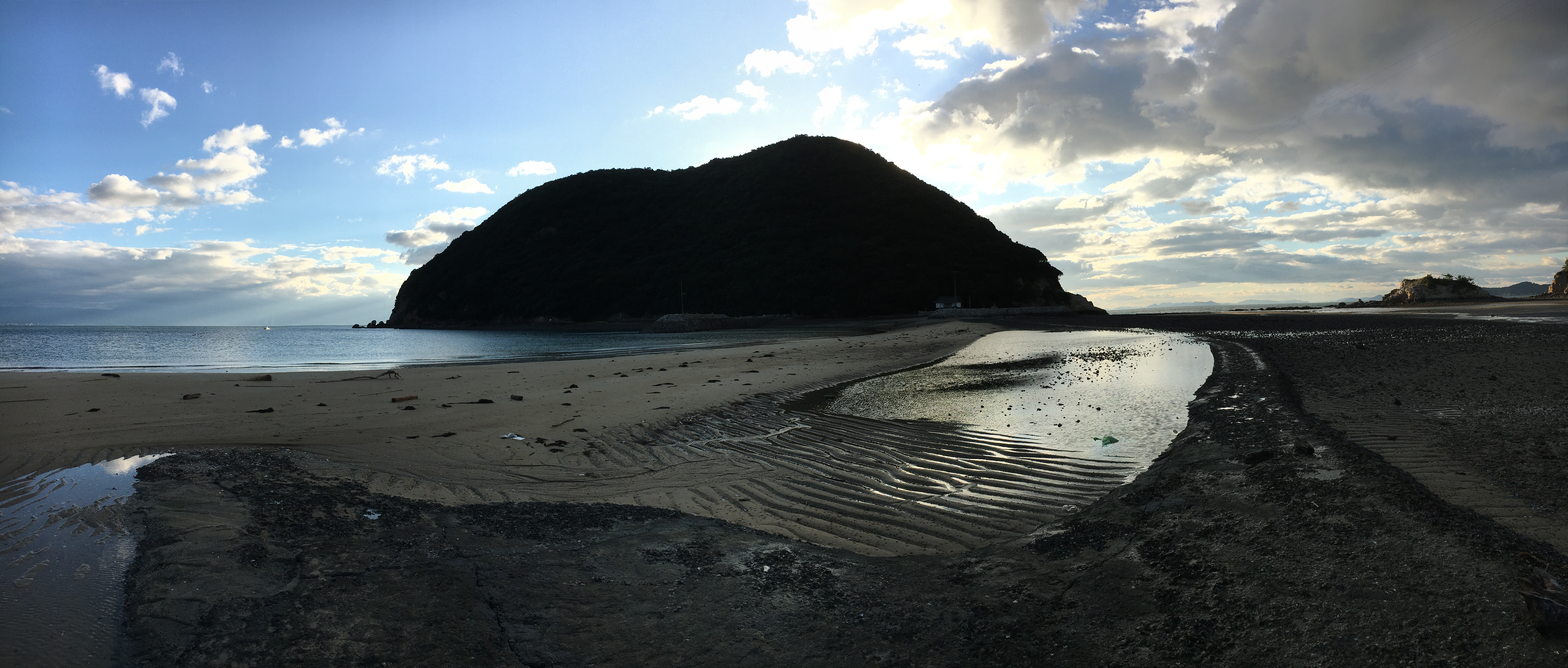
香川県三豊市詫間町の丸山島。干潮時には地続きになる。浦島神社、竜王宮という祠がある

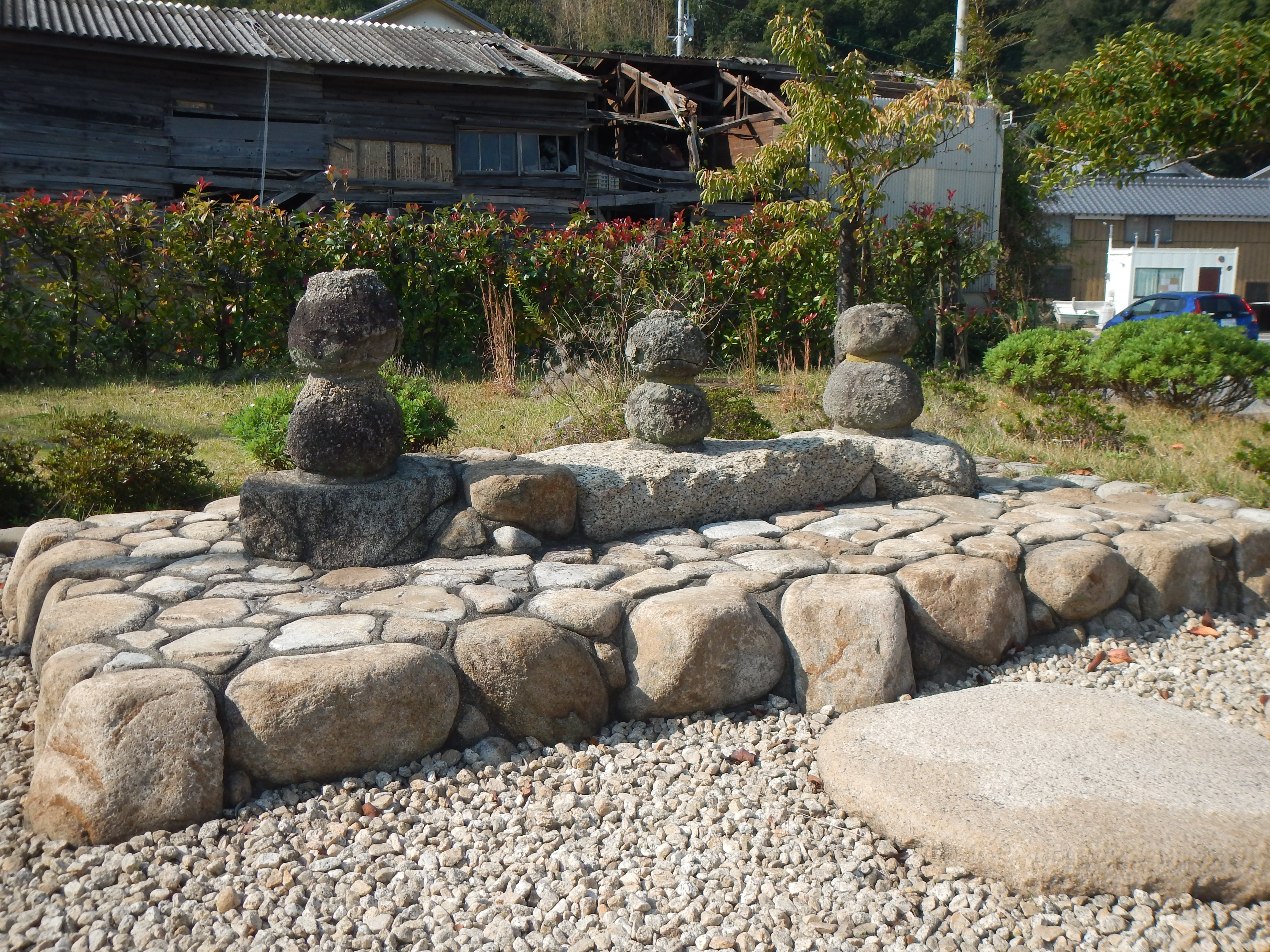
香川県三豊市詫間町にある浦島太郎親子の墓　中央が太郎の墓

荘内半島には、浦島太郎に関する地名が数多く残されている。
- 生里 - 太郎誕生の地。
- 箱浦 - 太郎が青年となり、移住し、かえって来た後、箱を開けた地。墓もある。
- 鴨ノ越、丸山島 - 亀を助けた海岸。
- 積 - 乙姫からもらった宝物を積んだ地。
- 金輪の鼻 - 乙姫との別れの際に姫の腕輪が落ちた。
- 紫雲出山 - 箱から出た煙から。
- 室浜 - 年をとった太郎が住んだ。
- 姫路（粟島） - 姫が太郎と別れた後、一時立ち寄ったところ。亀を祭る亀戎社（かめえびすしゃ）がある。

## ギャラリー

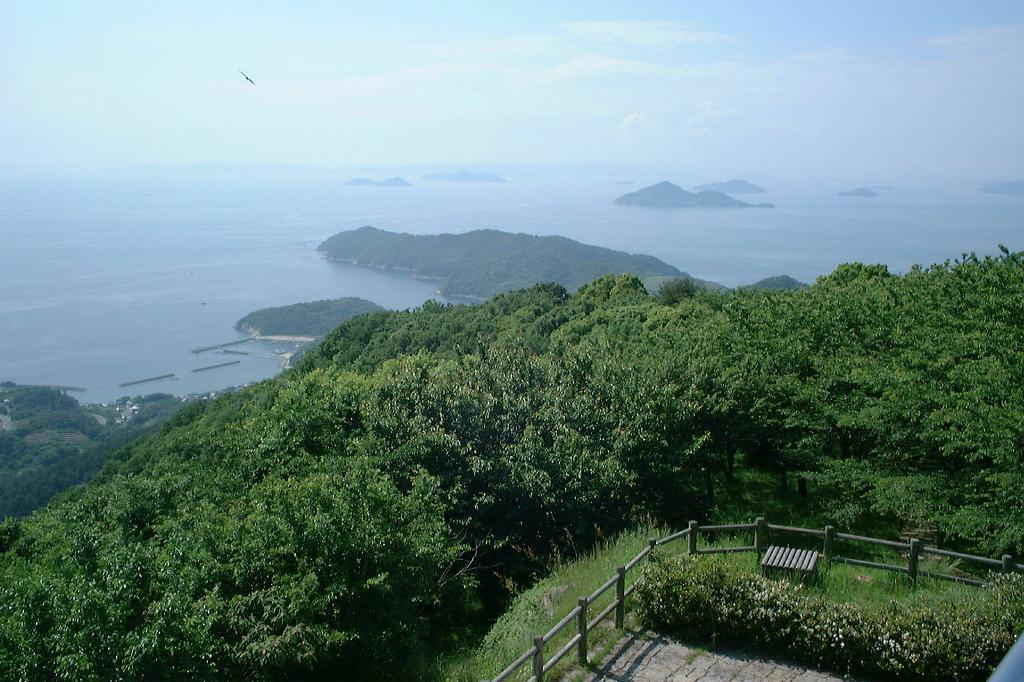
紫雲出山から先端を見る